# Antonius Andreas
Antonius Andreas (Tauste, 1280 – 1320) è stato un filosofo spagnolo.
Francescano, fu allievo di Giovanni Duns Scoto e docente all'università di Leida dal 1315. Si meritò il soprannome di Doctor dulcifluus.